# Orient
Orient (łac. wschód) – określenie oznaczające tereny leżące na wschód od Europy. Pierwotnie oznaczał wschodnią część cesarstwa rzymskiego. Współcześnie może odnosić się do samego Bliskiego Wschodu, bądź Bliskiego Wschodu, Maghrebu i całego świata muzułmańskiego po Indonezję; bądź do całej Azji, niejednokrotnie wraz z Afryką. Przedmiot badań orientalistyki.